# Aqueduc de Saint-Agne
L'aqueduc de Saint-Agne ou aqueduc à siphon de Garipuy située en France sur la commune de Ramonville-Saint-Agne dans la Haute-Garonne en région Occitanie, est un aqueduc du canal du Midi.

## Localisation
L'aqueduc de Saint-Agne se situe près du port technique du canal du Midi de Ramonville-Saint-Agne et près du Bikini (salle de concert).

## Description
L'aqueduc-siphon de Saint-Agne permet le passage sous le canal du Midi du ruisseau Saint-Agne, un affluent de l'Hers-Mort.
Cet aqueduc-siphon a été construit en 1734-1735 par François Garipuy. L'ouvrage est remarquable par la qualité de sa conception et son exécution, il est un des premiers exemples d'aqueduc à siphon inversé.

## Histoire
L'aqueduc et le ruisseau du Palais sont inscrits au titre des monuments historiques par arrêté du 24 avril 1998.